# Upsorn Sriha

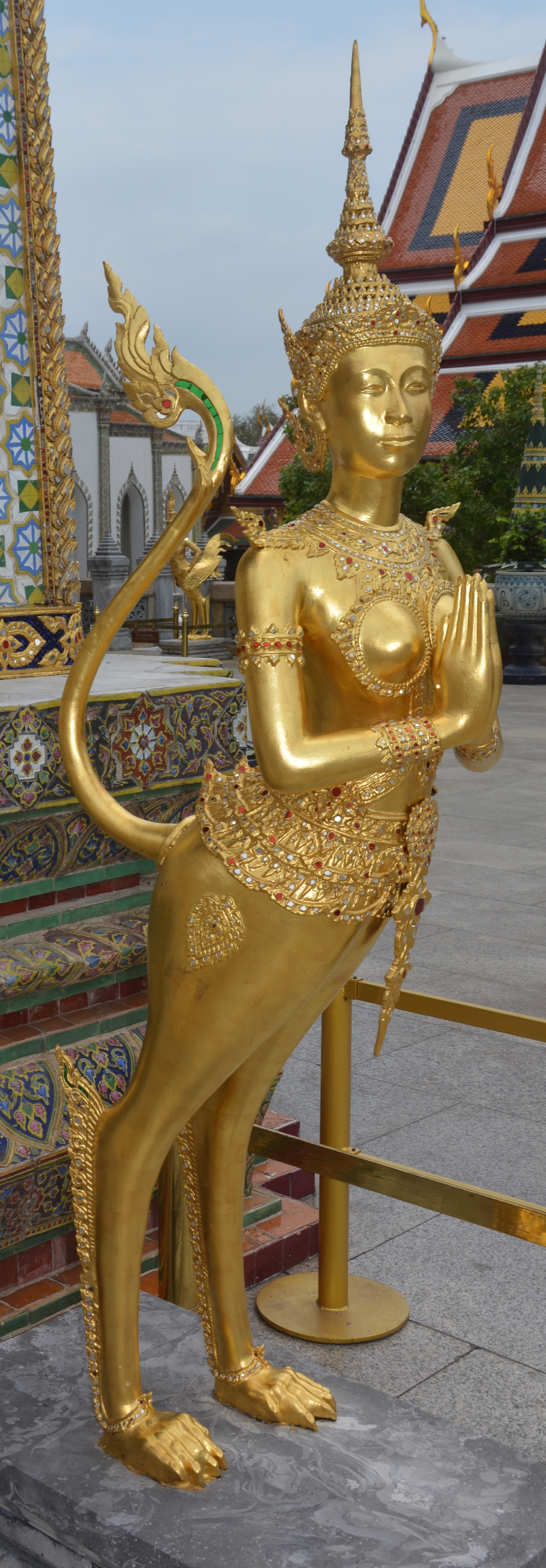
Statue d'Apsonsi au Grand Palais de Bangkok, Thailande

L'Upsorn Sriha (ou Apsonsi)  et son pendant masculin Thep Norasri  sont des créatures issues de la mythologie hindoue. Elles ont un buste humain mais des pattes et une queue de lions (parfois de biche). Elles habitent la forêt d'Himmapan.